# Przychów-Wełmice
Przychów-Wełmice – zamknięty przystanek kolejowy w Przychowie na linii kolejowej nr 365 Stary Raduszec – Bad Muskau, w powiecie krośnieńskim, w województwie lubuskim, w Polsce.